# Martinandresita
La martinandresita és un mineral de la classe dels silicats que pertany al grup de les zeolites. Rep el nom en honor de Martin Andrés (n. 1965), de Glis, Suïssa. Va descobrir la famosa localitat de l'armenita a Wasenalp, la localitat tipus d’aquest mineral.

## Característiques
La martinandresita és una zeolita de fórmula química Ba₂(Al₄Si₁₂O32)·10H₂O. Va ser aprovada com a espècie vàlida per l'Associació Mineralògica Internacional l'any 2017. Cristal·litza en el sistema ortoròmbic. La seva duresa a l'escala de Mohs és 4,5.
L'exemplar que va servir per a determinar l'espècie, el que es coneix com a material tipus, es troba conservat a les col·leccions mineralògiques del Musée cantonal de géologie de Lausanne (Suïssa), amb el número de catàleg: mgl 093284.

## Formació i jaciments
Va ser descoberta a Isenwegg, a la localitat de Brig (Valais, Suïssa). Es tracta de l'únic indret de tot el planeta on ha estat descrita aquesta espècie mineral.